# Милан Тошић (глумац)
Милан Тошић (Врање, 12. јун 1989) српски је позоришни, телевизијски и филмски глумац и водитељ. Живи и ради у Београду.

## Биографија
Рођен је у Врању где је завршио основну школу  „Вук Стефановић Караџић“ и гимназију „Бора Станковић“. Глуму је дипломирао на Факултету савремених уметности у класи професора Божидара Ђуровића и Хаџи Ненада Маричића.
Био је члан позоришта „Бора Станковић“ у Врању од 2004. до 2009. године. Аутор је и водитељ емисије „Од кафане до кафане“ која се емитовала на Агро телевизији. До сада је одиграо преко 3000 дечјих представа у Србији, региону и Ослу.

## Филмографија
| Год.        | Назив                        | Улога               |
| ----------- | ---------------------------- | ------------------- |
| 2010-те     |                              |                     |
| 2015.       | Досије - еп. „Драма на небу“ | тренер ФК Будућност |
| 2019.       | Истине и лажи                | хакер Милош         |
| 2019.       | Синђелићи                    | Михајло             |
| 2019.       | Црвени месец                 | рецепционер         |
| 2019.       | Швиндлери                    | Пера Паламар        |
| 2020-е      |                              |                     |
| 2020.       | Хотел Београд                | bellboy             |
| 2020.       | Ургентни центар              | Душан / Здравко     |
| 2020.       | Југословенка                 | пуковник            |
| 2021.       | Досије - еп. „Љуба Земунац“  | механичар           |
| 2021.       | Клан                         | радник              |
| 2021.       | Три мушкарца и тетка         | бармен              |
| 2021.       | Династија                    | Тони                |
| 2021.       | Игра судбине                 | члан комисије       |
| 2022.       | Срце злочина                 | каратиста           |
| 2022.       | Авионџије                    | штребер             |
| 2022.-2023. | Од јутра до сутра            | Немања              |
| 2023.       | Момак и девојке              | Стеван              |
|             | Путник                       | Никола Тесла        |
| 2025.       | Игра судбине — Љубав и казна | Лазар Жарић         |

## Позоришне улоге
| Позориште                | Представа                | Улога       |
| ------------------------ | ------------------------ | ----------- |
| Позориште Бора Станковић | Госпођа министарка       | зет Чеда    |
| Позориште Бора Станковић | Покондирена тиква        | Василије    |
| Позориште Бора Станковић | Коштана                  | Стојан      |
| Позориште Бора Станковић | Успавана лепотица        | принц Филип |
| Позориште Бора Станковић | Снежана и седам патуљака | краљевић    |
| Rossi fest               | Кармен                   | Зунига      |